# Калькхофф, Франц
Франц Андре́ас Анто́н Ка́лькхофф (нем. Franz Andreas Anton Kalckhoff; 30 ноября 1860, Шарлоттенбург — 13 февраля 1955, Айнбек) — немецкий филателист и химик. Прежде всего известен как автор и редактор филателистической литературы и филателистический эксперт по цельным вещам. Его именем названа медаль Калькхоффа, учреждённая в 1951 году Союзом немецких филателистов и присуждаемая за выдающуюся литературную работу в области филателии.

## Биография
С 1879 года Калькхофф изучал химию в Берлине. После окончания университета он работал сначала в Берлине, затем с 1885 в компании Höchster Farbwerke. Начиная с 1889 года он был в командировке в Англии в качестве химика по краскам в Хаддерсфилде. Позже он работал некоторое время в Праге, а затем с 1892 года — в Берлине. С 1 сентября 1893 года он работал химиком в Патентном ведомстве Германии. Дальнейшая его карьера включала следующие этапы: с 1901 года — регирунгсрат, с 1912 года — гехаймрат и с 1921 года — обер-регирунгсрат. В 1925 году он вышел в отставку. Бомбардировки Берлина вынудили его в 1943 году переехать к дочери и зятю в Айнбек.

## Семья
В 1933 году Калькхофф женился на Элли Бунгерц (Elli Bungerz), урождённой Квак (Quack) и вдове Александра Бунгерца (Alexander Bungerz).

## Вклад в филателию
Франц Калькхофф интересовался филателией с самого детства. Ещё когда учился в школе, он уже читал в 1870-е годы филателистическую газету «Дойче Брифмаркен-Цайтунг» и каталог Мошкау 1874 года издания.
Некоторые свои филателистические произведения и научные статьи Калькхофф публиковал под псевдонимом «Франц Андреас» (Franz Andreas), «А. Франц» (A. Franz) или «фф» («ff»). Вместе со своим коллегой по филателии Карлом Линденбергом он разоблачил подделки Жоржа Фурэ. В 1891 году он возглавил редакцию газеты «Illustrierte Briefmarken-Zeitung», издаваемой издательством E. Heitmann в Лейпциге. В 1926—1927 годах он был главным редактором «Postwertzeichen». Кроме того, Калькхофф работал над составлением альбома для марок «Шванебергер» («Schwaneberger») и входил в состав редакции каталога почтовых марок братьев Зенф. Он был членом нескольких немецких и зарубежных объединений коллекционеров марок. После переезда в Берлин с 1893 года он был секретарём, а с 1903 года по 1907 год — председателем Берлинского клуба филателистов. Он был серьёзно увлечён коллекционированием цельных вещей, коллекционировал телеграфные и телефонные марки, а также другие менее распространённые объекты коллекционирования.

## Почётные звания и награды
- Почётный член Берлинского клуба филателистов (2 марта 1908)[11].
- Медаль Линденберга (1911).
- Почётный пожизненный член Королевского филателистического общества Лондона; внесён в «Список выдающихся филателистов»[12] (1934).
- Медаль Ганса Вагнера[нем.] (1947).
- Премия Зигера[нем.] (1950).
- Медаль Калькхоффа (1951) — награждён первым по случаю своего 90-летия[5].
- Медаль Кобольда (Kobold-Medaille) (1954).
- Почётный член Союза немецких филателистов.
- Почётный член Клуба коллекционеров Нью-Йорка[англ.].

## Избранные труды
- Über Chemische Fälschungen. — 1888. (нем.)[13]
- Illustriertes Verzeichnis aller bekannten Neudrucke staatlicher Postwertzeichen nebst Angaben der Unterscheidungsmerkmale. — Leipzig 1892. (нем.)
- Die Preußischen Telegraphenmarken // Festschrift von 1898 anlässlich des 10-jährigen Jubiläums des «Berliner Philatelisten-Klubs». (нем.)
- Die Telegraphenmarken und Fernsprechscheine des Deutschen Reiches. — Ohne Jahresangabe. (нем.)
- Die Postkarten der Deutschen Schutzgebiete und der Deutschen Postanstalten im Auslande. — Deutsche Briefmarken-Zeitung, 1902. — (Sonderdruck). (нем.)
- Die Erfindung der Postkarte und die Korrespondenz-Karten der Norddeutschen Bundespost. — Leipzig: Verlag von Hugo Krötzsch & Co, 1911. (нем.)
- Die Ganzsachen für die Deutschen Schutzgebiete sowie für die Deutschen Postämter im Auslande und für die im Weltkrieg besetzten Gebiete. — Borna bei Leipzig, 1919. (нем.)
- Philatelistische Jugenderinnerungen. — Selbstverlag, 1920. (нем.)
- Die Deutschen Eingeschriebenen-Zettel // Deutsche Sammler-Zeitung. — Ohne Jahresangabe. (нем.)
- Fachbuch über die Briefumschläge Preußens. — 1928. (нем.)[14]
- Die Ganzsachensammlung der Brüder Petschek. — Bd. 2 (M bis W). (нем.)